# Torrent de Cal Bisbe
El Torrent de Cal Bisbe és un torrent afluent per lesquerra de la Rasa de Tresserra, al Berguedà.

## Municipis per on passa
El Torrent de Cal Bisbe transcorre íntegrament pel terme municipal de Capolat.
|}

## Xarxa hidrogràfica
La xarxa hidrogràfica del Torrent de Cal Bisbe està integrada per 10 cursos fluvials que sumen una longitud total de 6.107 m.

### Distribució per termes municipals
La xarxa transcorre íntegrament pel terme municipal de Capolat.